# Himno nacional

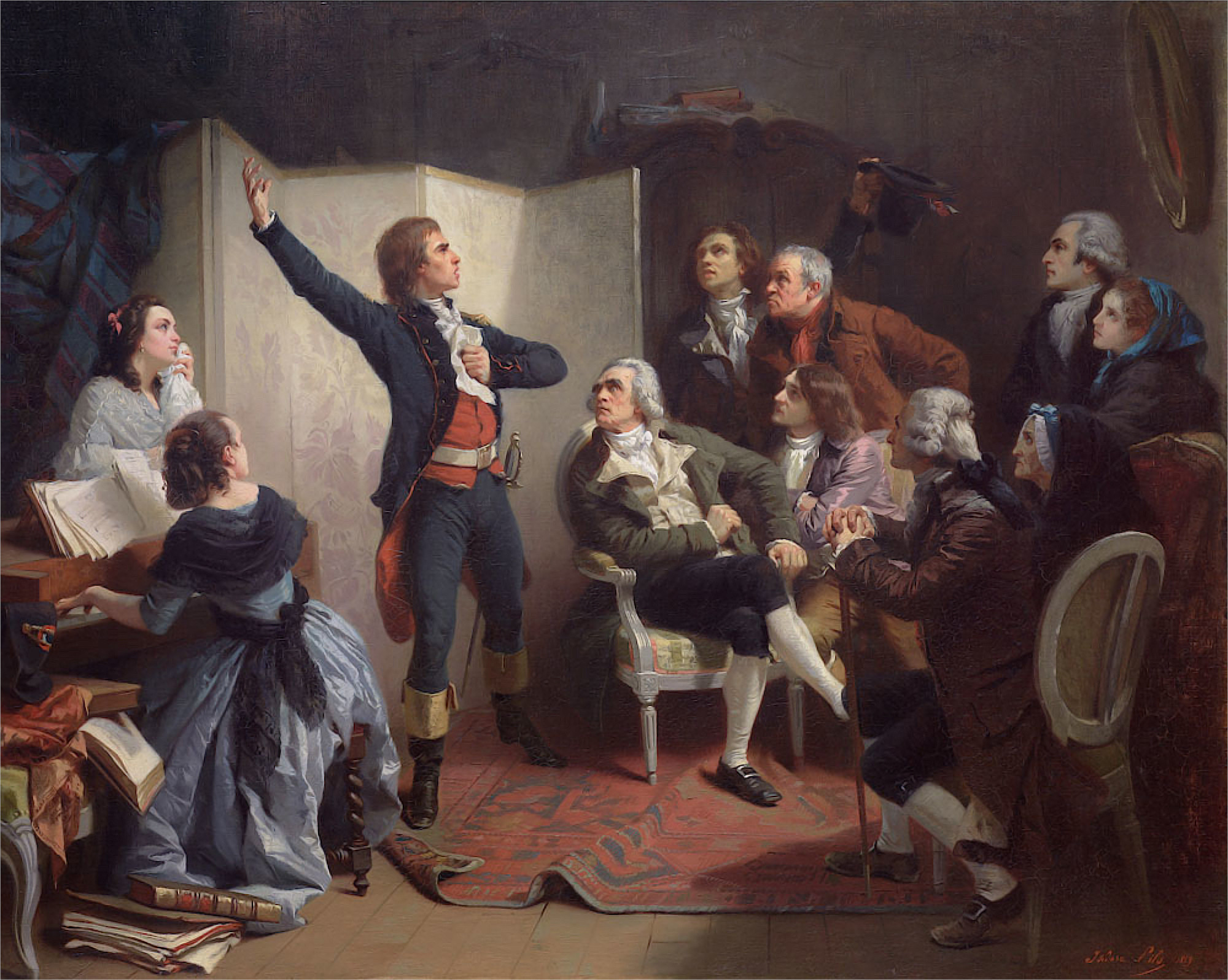
Rouget de Lisle entona La Marsellesa, himno nacional de Francia.

Un himno nacional es una composición musical emblemática de una nación, que la identifica y que une entre sí a quienes la interpretan. Estas funciones representativas, simbólicas y de unión son compartidas con la bandera, el traje típico y otros.
En general, los himnos nacionales tratan de reflejar la unión, el sentimiento de solidaridad y la glorificación de la historia y las tradiciones de un país.
Los himnos nacionales comienzan a surgir en la modernidad, al mismo tiempo que lo hace la nación. Así pues, algunos de los himnos nacionales más antiguos del  mundo son los de Gran Bretaña (1740),España (1770), Francia (1792) y Argentina (1812-1813).Existen otras composiciones musicales de mayor antigüedad, pero solo más tardíamente se les acabaría otorgando el carácter de himnos nacionales.
Durante los siglos xix y xx, con el crecimiento del número de países independientes, muchos de ellos adoptaron himnos nacionales que, en algunos casos, coexistían con canciones populares de carácter patriótico utilizadas.
Según Michael Billing, en su libro titulado Nacionalismo Banal, el himno es uno de los elementos utilizados para crear y mantener identidades nacionales. Para Enric Hobsbawn y Terence Ranger, es uno de los elementos de estudio en el entorno de lo que llaman la invención de la tradición.

## Historia

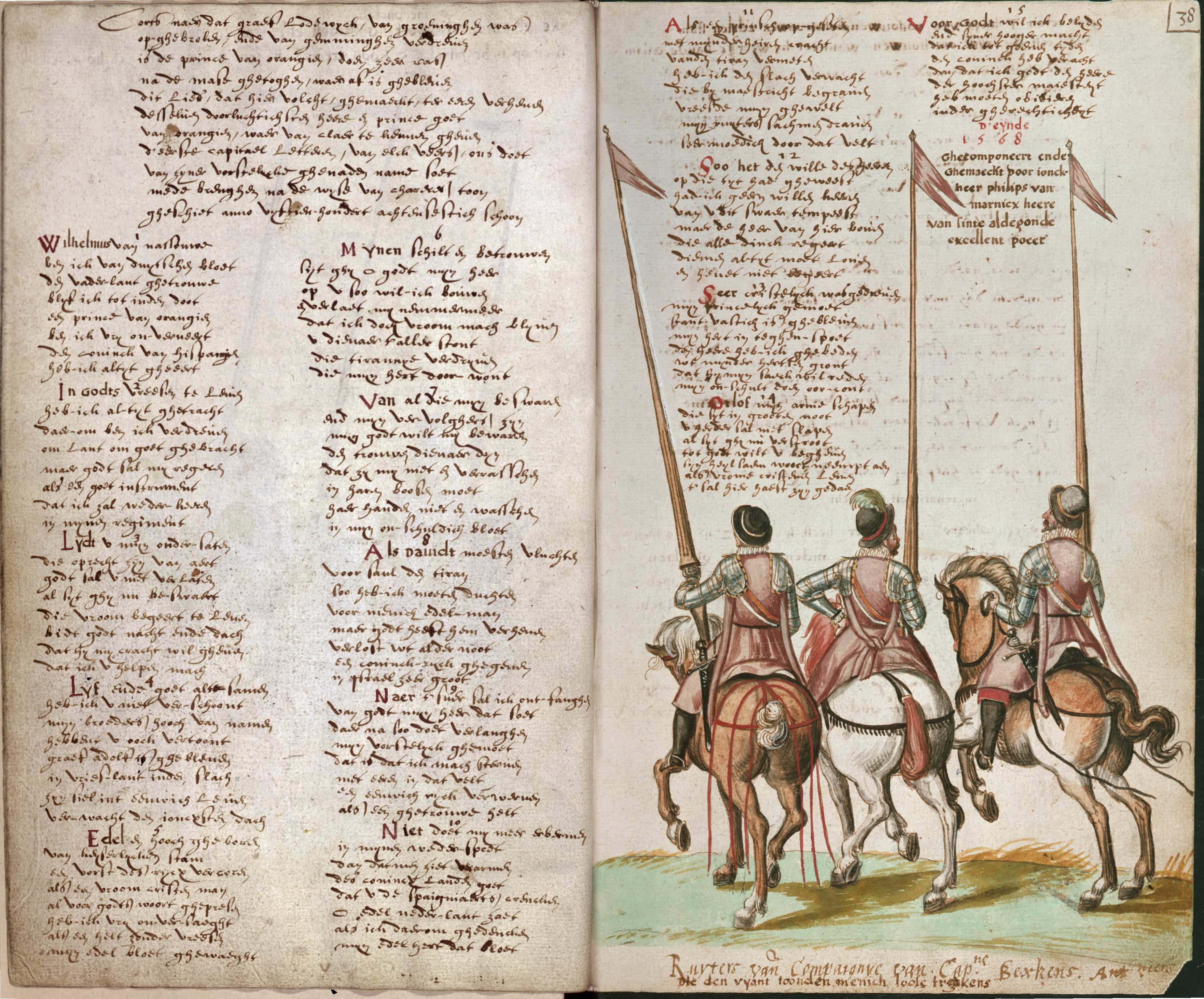
Versión temprana del "Wilhelmus" conservada en un manuscrito de 1617 (Bruselas, Biblioteca Real, MS 15662, fol. 37v-38r).

Con el surgimiento moderno de la nación, hubo un proceso de creación de la simbología que la acompañaba, siendo uno de estos elementos simbólicos el himno nacional. Uno de los primeros himnos nacionales del mundo  es el himno real del Reino Unido y de los reinos de la Commonwealth, cuyo uso actual data del siglo XVIII. Otro de los más antiguos es el himno de Francia, conocido como La Marsellesa, que data de 1792. Por su parte, la composición titulada La Marcha Real, fue adoptada como himno real de la monarquía española en 1770 y como himno nacional de España en 1939. Dinamarca conserva su himno real, Kong Christian stod ved højen mast (1780) junto con su himno nacional (Der er et yndigt land, adoptado en 1835). En 1802, Gia Long encargó un himno real al estilo europeo para la Reino de Vietnam.
Tras la reinstauración de La Marsellesa en 1830, a raíz de la Revolución de Julio, como himno nacional de Francia, se hizo común que las naciones recién formadas definieran himnos nacionales, sobre todo a raíz de las guerras de independencia latinoamericanas, para Argentina (1813), Perú (1821), Brasil (1831) pero también Bélgica (1830). En consecuencia, la adopción de himnos nacionales antes de la década de 1930 fue sobre todo por parte de estados recién formados o recién independizados, como la Primera República Portuguesa (A Portuguesa, 1911), el Reino de Grecia ("Himno a la Libertad", 1865) la Primera República Filipina (Marcha Nacional Filipina, 1898), Lituania (Tautiška giesmė, 1919), Alemania de Weimar (Deutschlandlied, 1922), República de Irlanda (Amhrán na bhFiann, 1926) y Gran Líbano ("Himno Nacional Libanés", 1927). Aunque la costumbre de un himno nacional adoptado oficialmente se popularizó en el siglo XIX, algunos himnos nacionales son anteriores a este periodo, existiendo a menudo como canciones patrióticas mucho antes de su designación como himno nacional. 
Si un himno se define como compuesto por una melodía y una letra, entonces el himno nacional más antiguo en uso hoy en día es el himno nacional de los Países Bajos, el Wilhelmus. Escrito entre 1568 y 1572 durante la Revuelta Flandes, ya era un himno popular del orangista durante el siglo XVII, aunque habría que esperar hasta 1932 para que fuera reconocido oficialmente como himno nacional neerlandés. La letra del himno nacional japonés, Kimigayo, es anterior a la del himno neerlandés en varios siglos, ya que está tomada de un poema del periodo Heian (794-1185), pero no se le puso música hasta 1880. Si un himno nacional se define por ser designado oficialmente como la canción nacional de un estado en particular, entonces La Marsellesa, que fue adoptado oficialmente por la Convención Nacional Francesa en 1796, se calificaría como el primer himno nacional oficial.
La Carta Olímpica de 1920 introdujo el ritual de tocar los himnos nacionales de los ganadores de las medallas de oro. A partir de ese momento, la interpretación de los himnos nacionales se hizo cada vez más popular en los eventos deportivos internacionales, creando un incentivo para que las naciones que aún no tenían un himno nacional definido oficialmente introdujeran uno. 
Estados Unidos introdujo la canción patriótica The Star-Spangled Banner como himno nacional en 1931. Después de esto, varias naciones pasaron a adoptar como himno nacional oficial canciones patrióticas que ya se habían utilizado de facto en actos oficiales, como México (Mexicanos, al grito de guerra, compuesto en 1854, adoptado en 1943) y Suiza ("Salmo Suizo", compuesto en 1841, uso de facto desde 1961, adoptado en 1981).
En el periodo de descolonización, en la década de 1960, se convirtió en una práctica habitual que las nuevas naciones independientes adoptaran un himno nacional oficial. Algunos de estos himnos fueron encargados específicamente, como el himno de Kenia, Ee Mungu Nguvu Yetu, producido por una "Comisión del Himno de Kenia" en 1963.
Varias naciones siguen sin tener un himno nacional oficial. En estos casos, hay himnos establecidos de facto que se tocan en eventos deportivos o recepciones diplomáticas. Entre ellos se encuentran el Reino Unido (God Save the King) y Suecia (Du gamla, Du fria). Entre los países que han pasado a adoptar oficialmente sus antiguos himnos de facto desde la década de 1990 se encuentran: Luxemburgo (Ons Hémécht, adoptado en 1993), Sudáfrica (Himno nacional de Sudáfrica, adoptado en 1997), Israel (Hatikvah, compuesto en 1888, uso de facto desde 1948, adoptado en 2004), Italia (Il Canto degli Italiani, adoptado en 2017).

## Uso
.
Los himnos nacionales se utilizan en una amplia gama de contextos. La interpretación del himno de un país puede conllevar ciertas normas de etiqueta. Suelen implicar honores militares, ponerse de pie, quitarse la toga, etc. En situaciones diplomáticas, las normas pueden ser muy formales. También puede haber himnos reales, himnos presidenciales, himnos nacionales, etc. para ocasiones especiales.
Se tocan en festividades nacionales y en festivales, y también han llegado a estar estrechamente relacionados con acontecimientos deportivos. Gales fue el primer país en adoptarlo, durante un partido de rugby contra Nueva Zelanda en 1905. Desde entonces, durante las competiciones deportivas, como los Juegos Olímpicos, se toca el himno nacional del ganador de la medalla de oro en cada ceremonia de entrega de medallas; también se toca antes de los partidos en muchas ligas deportivas, desde que se adoptó en el béisbol durante la Segunda Guerra Mundial.  Cuando se enfrentan equipos de dos naciones, se tocan los himnos de ambas, siendo el del país anfitrión el último en sonar.
En algunos países, el himno nacional se toca a los estudiantes cada día al comienzo y/o al final de la escuela como un ejercicio de patriotismo, como en Tanzania. En otros países, el himno estatal puede sonar en un teatro antes de una obra o en un cine antes de una película. Muchas emisoras de radio y televisión lo han adoptado y tocan el himno nacional cuando dan la señal por la mañana y de nuevo cuando dan la señal por la noche. Por ejemplo, el himno nacional de China suena antes de la emisión de las noticias de la noche en las televisiones locales de Hong Kong, incluida TVB Jade. En Colombia, es ley tocar el Himno Nacional a las 6: 00 y a las 18:00 en todas las emisoras de radio y televisión públicas, mientras que en Tailandia, «Phleng Chat Thai» suena a las 08:00 y a las 18:00 en todo el país (en su lugar se utiliza el Himno Real para los fichajes y los cierres).
Sin embargo, el uso de un himno nacional fuera de su país depende del reconocimiento internacional del mismo. Por ejemplo, Taiwán no ha sido reconocido por el Comité Olímpico Internacional como nación independiente desde 1979 y debe competir como Taipei Chino; su «Canción Nacional de la Bandera» se utiliza en lugar de su himno nacional. En Taiwán, el himno nacional del país se canta antes en lugar de durante Izamiento y arriado de bandera, seguido de la Canción de la Bandera Nacional durante el izado y arriado de bandera propiamente dichos. Incluso dentro de un mismo Estado, sus ciudadanos pueden interpretar el himno nacional de forma diferente (por ejemplo, en Estados Unidos algunos consideran que el himno nacional estadounidense representa el respeto a los soldados y policías fallecidos, mientras que otros lo ven como un homenaje al país en general).

## Himnos nacionales oficiales
Los Himnos Nacionales oficiales más antiguos del mundo son:
| N.º | País           | Nombre                   | Año de creación |
| --- | -------------- | ------------------------ | --------------- |
| 1.º | Reino Unido    | God Save the King        | 1745            |
| 2.º | España         | Marcha Real              | 1770            |
| 3.º | Dinamarca      | Kong Kristian            | 1778            |
| 4.º | Estados Unidos | The Star-Spangled Banner | 1780            |
| 5.º | Francia        | La Marsellesa            | 1792            |
| 6.º | Alemania       | Deutschlandlied          | 1797            |
| 7.º | Polonia        | Mazurek Dąbrowskiego     | 1797            |

El himno de los Países Bajos, titulado Wilhelmus, es sin duda el más antiguo del mundo del que existe partitura, que data de 1568. Curiosamente, este himno proviene de una canción soldadesca cuya letra hace referencia al príncipe Guillermo, que huyó de los Países Bajos a Nassau en 1567 con varios miles de otros adversarios de la dominación española. Los versos detallan su oposición al rey, de aquel entonces, de España, Felipe II, al que juró fidelidad. Aunque el Wilhelmus sonó en muchos actos patrióticos en los Países Bajos a lo largo de su historia, no fue himno oficial del país hasta el 10 de mayo de 1932. A diferencia de la generalidad de los himnos nacionales que se refieren al país, este himno se refiere al monarca.
Los himnos nacionales florecieron en Europa en un estilo musical típico del siglo XIX, que fue usado en la creación de nuevos himnos. Aún en África y Asia, donde la música orquestal occidental no proliferaba, sus himnos nacionales adquirieron el mismo género musical. Solo en aquellos países donde no hubo colonialismo europeo, permanecieron sus estilos característicos, como Japón, con su himno nacional Kimi Ga Yo, Irán, Sri Lanka y Birmania.
La mayoría de los himnos nacionales son marchas militares o poemas líricos. Los países de Iberoamérica tienen tendencia al estilo lírico, mientras una gran parte de los países utilizan marchas. Debido a su brevedad y relativa simplicidad, muchos himnos nacionales tienen poca complejidad musical.
Los países cuyos himnos nacionales fueron compuestos por músicos ilustres son: 
- Alemania: Franz Joseph Haydn
- Austria: Wolfgang Amadeus Mozart
- Ciudad del Vaticano: Charles Gounod
- Rodesia: Ludwig Van Beethoven
- Tanzania,  Zambia, Sudáfrica: Joseph Parry
- Egipto: Sayed Darwich

Algunos himnos nacionales se cantan en ferias o fiestas y han venido a establecer también una fuerte relación con eventos deportivos, como los Juegos Olímpicos. En los partidos oficiales de fútbol, el himno se canta antes de comenzar, generalmente en versiones reducidas. 
En algunos países, el himno es tocado todos los días, antes de comenzar las clases en las escuelas, y en otros es interpretado antes de una pieza teatral o una función de cine; en algunos países incluso se interpreta en contextos religiosos (por ejemplo, en procesiones). Determinados canales de televisión utilizan el himno nacional para iniciar y finalizar sus programaciones diarias.
En general, se interpreta la primera estrofa exclusivamente, salvo en los casos de Ecuador, que utiliza la segunda; Alemania, que interpreta la tercera; Chile, que interpreta la quinta; Perú, que interpreta la séptima desde 2009; Eslovenia y Honduras, que interpretan la séptima. Algunos himnos nacionales carecen de letra y se componen solo de melodía, siendo el caso más conocido el de España, cuya Marcha Real o Marcha Granadera es una marcha militar de la época de Carlos III.
Existen muchos países en los cuales existen himnos no oficiales, ya sean el himno real, el himno presidencial, un himno histórico o incluso el himno de una región del país, reconocidos oficialmente. Por ejemplo, el himno de Azores o el de Madeira en el caso de Portugal.
La única nación sin himno nacional propio es Chipre, que en tras la independencia en 1960 adoptó el de Grecia. Hay también naciones que comparten la misma música de su himno nacional:
- Rusia y  Unión Soviética, compartiendo la misma música pero con letra diferente (Himno nacional de Rusia).
- Estonia y  Finlandia.
- Liechtenstein y  Reino Unido (God Save the King).
- Polonia y la antigua  Yugoslavia. La música de los himnos de las dos naciones era ligeramente iguales; el texto del himno polaco fue escrito en julio de 1797 por Józef Wybicki.
- Omán, Zimbabue,  Perú y   Francia. Los himnos de las cuatro naciones son diferentes pero comparten con la primera estrofa de La Marsellesa en la intro y en la estrofa del himno peruano "que a los siglos anuncie el esfuerzo".
- Chile y  Bolivia.comparten la melodía final pero con distinta letra.
- Australia y  Argentina comparten parte de la melodía del himno argentino "Sean eternos los laureles que supimos conseguir" pero también con distinta letra.